# Fédération des sports de Tokelau
La Fédération des sports de Tokelau , en anglais Tokelau Sport Federation est l’organisme qui est responsable du mouvement sportif  des Tokelau, territoire dépendant du Royaume de Nouvelle-Zélande comme les îles Cook ou Niue.
La fédération est un membre associé aux Comités nationaux olympiques d'Océanie.
Les objectifs de la fédération sont :
- Promouvoir et développer une coopération durable entre agences pour développer des programmes durables et améliorer la santé et le bien-être de tous les Tokélaou, par le biais d'une participation active et d'un sport fondé sur le franc jeu et le fair-play
- Promouvoir, organiser, organiser des tournois locaux, nationaux et internationaux, des compétitions et d’autres manifestations ayant trait à divers sports, y compris les sports traditionnels tokélaouans

Bien que réunissant les conditions pour être adhérent à la Fédération des Jeux du Commonwealth, les Tokelau n'ont jamais participé aux Jeux du Commonwealth même s'il fut un temps envisagé d'avoir une délégation en 2010. Le territoire participe indépendamment de la Nouvelle-Zélande aux Jeux du Pacifique

## Membres
Les membres sont
- Clubs

1. Matamatagi Sports aussi dénommé Fakaofo Sports
2. Tuloto Sports aussi dénommé Nukunonu Sports
3. Matautoa Sports aussi dénommé Atafu Sports

- Fédérations sportives

1. Tokelau Table Tennis Association (membre de l'ITTF)
2. Tokelau Volleyball Federation
3. Tokelau Wrestling Association (membre de la FILA)
4. Tokelau Squash Association

- Autres associations

1. Tokelau-New Zealand Association
2. Tokelau-Australia Association